# Bariri
Bariri is een gemeente in de Braziliaanse deelstaat São Paulo. De gemeente telt 33.267 inwoners (schatting 2009).

## Aangrenzende gemeenten
De gemeente grenst aan Arealva, Boa Esperança do Sul, Bocaina, Boracéia, Ibitinga, Itaju, Itapuí, Jaú en Pederneiras.